# Yves Chalier
Yves Chalier est un haut fonctionnaire français né à Nouméa (Nouvelle-Calédonie) en 1941, chef de cabinet sous la présidence de François Mitterrand, protagoniste de l'affaire du Carrefour du développement où, après une tentative de fuite à l'étranger en 1986 avec un « vrai-faux passeport », il est condamné pour abus de confiance, fraude et falsification de documents.

## Biographie
Yves Chalier naît le 30 juin 1941 Nouméa. Il étudie en Australie puis au lycée jésuite de Versailles avant d'entrer à l'École spéciale militaire de Saint-Cyr. Il fait carrière dans l'intendance jusqu'au grade de lieutenant-colonel. Conseiller au budget au ministère de l'Outre-mer, il est, à partir de 1981, attaché au cabinet de plusieurs ministres socialistes : Charles Hernu à la Défense puis, en 1983, comme chef de cabinet, Christian Nucci, ministre de la Coopération. De 1983 à 1986, à travers divers montages, il détourne une vingtaine de millions de francs pour des achats immobiliers : le château d'Ortie à Salbris, acheté le 12 juillet 1985 en commun avec deux amies, et un studio parisien pour sa maîtresse, une hôtesse de l'air.
Après les élections législatives de 1986, le gouvernement de droite de la première cohabitation se met en place. Le 28 avril 1986, Michel Aurillac, successeur de Christian Nucci, rend publiques de graves anomalies financières sous le gouvernement précédent : il s'agit d'un détournement de fonds de 10 millions de francs au bénéfice d'une ONG proche des socialistes, le Carrefour du développement, dont Yves Chalier est le trésorier. Il est alors approché par des hommes du ministre de l'Intérieur Charles Pasqua qui l'exfiltrent au Brésil en mai 1986 chez Jules Filippeddu, entrepreneur du milieu des jeux, et récupèrent des cartons de documents compromettants. Il part en laissant une lettre de 13 pages à l'intention de Michel Aurillac où il dévoile les montages financiers auxquels il a pris part. À cette occasion, le directeur de la DST lui délivre un « vrai-faux passeport » et un faux permis de conduire au nom d’« Yves Navarro », documents de complaisance produits à l'usage des services secrets, remis par Jacques Delebois, contrôleur général de la police nationale.
Le 6 juillet 1986, la Direction centrale de la Police judiciaire lance un avis de recherche à l'encontre d'Yves Chalier. L'enquête de la brigade financière révèle que Chalier a détourné de l'argent à son profit, notamment pour l'achat du château en Sologne.
Sous le coup d'un mandat d'arrêt international depuis le 9 juillet, il revient en France le 16 novembre 1986, fatigué par six mois de cavale. Arrêté et inculpé pour abus de confiance, faux en écritures publiques et privées et usage de faux, il est condamné le 1er avril 1992 par la cour d'assises de Paris à cinq ans de réclusion criminelle.
Il sort de prison le 6 décembre 1993 et publie un livre : La République corrompue.
Le 8 avril 1994, la 12e chambre correctionnelle de Paris condamne Yves Chalier et Jacques Delebois à quatre mois de prison avec sursis pour infraction aux articles 153 et 154 du code pénal qui répriment la falsification et la délivrance indues de documents administratifs. Le ministre de l'Intérieur et les fonctionnaires de la DST, protégés par le secret Défense, n'ont pas été cités à comparaître. Christian Nucci, pour sa part, a bénéficié d'une loi d'amnistie en décembre 1989.
Le 30 septembre 1992, la Cour des Comptes déclare Yves Chalier « débiteur envers l'État » de 20,463 millions de francs (soit 3,119 millions d'euros) d'argent public détourné solidairement avec Christian Nucci. Il est placé en liquidation judiciaire le 6 mai 2010 et déclaré insolvable.